# 5420 Jancis
Az 5420 Jancis (ideiglenes jelöléssel 1982 JR1) a Naprendszer kisbolygóövében található aszteroida. Palomar fedezte fel 1982. május 15-én.